# Zenkeria jainii
Zenkeria jainii är en gräsart som beskrevs av N.C.Nair, Sreek. och Velukutty Jayachandran Nair. Zenkeria jainii ingår i släktet Zenkeria och familjen gräs. Inga underarter finns listade i Catalogue of Life.